# Petr Veselý (piłkarz)
Petr Veselý (ur. 7 czerwca 1971 w Przerowie) – czeski piłkarz, grający na pozycji obrońcy. Występował m.in. w Baníku Ostrawa i Slovanie Bratysława. Zagrał po jednym spotkaniu w reprezentacji juniorskiej i olimpijskiej swego kraju. W pierwszej reprezentacji rozegrał dwa mecze, 6 czerwca 1994 w eliminacjach do Mistrzostw Europy w Ostrawie z Maltą (wchodząc do gry w 86 minucie) oraz 8 lutego 2000 w finale o Puchar Carlsberga w Hongkongu z Meksykiem (wchodząc z ławki rezerwowych w przerwie spotkania).